# Cathédrale Saint-Jean-le-Théologien de New York
Cette  cathédrale ne doit pas être confondue avec une autre cathédrale de New York.
 D’autres cathédrales portent le nom de cathédrale Saint-Jean-le-Théologien.
La cathédrale Saint-Jean-le-Théologien de New York (dont le nom exact est Cathedral Church of Saint John the Divine in the City and Diocese of New York, c’est-à-dire « cathédrale Saint-Jean-le-Théologien dans la ville et le diocèse de New York ») est une cathédrale de New York, siège du diocèse de New York au sein de l'Église épiscopalienne des États-Unis. Elle est située au 1047 Amsterdam Avenue (entre les 110e et 113e rues) dans le quartier de Morningside Heights de l'arrondissement de Manhattan.
Elle est placée sous l'invocation de saint Jean le Théologien, qu'on désigne également comme saint Jean apôtre, ou saint Jean l'évangéliste. (L'appellation « Saint-Jean-le-Divin » se rencontre parfois mais elle n'a pas de sens et résulte d'une confusion entre l'adjectif « divine », divin, et le nom « divine », théologien.)
La cathédrale est un site touristique important, et bien qu'elle n'ait pas été achevée, elle constitue la plus grande cathédrale au monde, selon le livre Guinness des records, en sachant que la basilique Notre-Dame-de-la-Paix (Yamoussoukro, Côte d'Ivoire) et la basilique Saint-Pierre (Vatican), églises plus massives que « Saint John » ne sont pas des cathédrales. Le terrain vierge de 47 000 m2 sur lequel la cathédrale est bâtie (terrain où a été construit le célèbre orphelinat Leake and Watts Orphan Asylum) a été acheté en 1887, et les plans de l'édifice, réalisés par les architectes George Lewis Heins et Christopher Grant LaFarge d'une cathédrale de style roman et byzantin sont acceptés l'année suivante, au terme d'un concours officiel.

## La construction
La construction de la cathédrale débute le 27 décembre 1892, le jour de la saint-Jean. Les coûts des fondations sont très élevés, en raison de travaux d'excavation très onéreux, du fait de la présence de soubassements rocheux, qui portent la profondeur de l'excavation à près de 22 mètres. Les premiers offices religieux sont tenus dans la crypte (sous la partie en croix) dès 1899.
Les plans roman et byzantin originels sont changés en un style gothique d'inspiration française, après la construction du dôme central en 1909, de telle sorte que la nef et l'abside sont d'inspiration gothique alors que la croisée du transept est de style roman. 

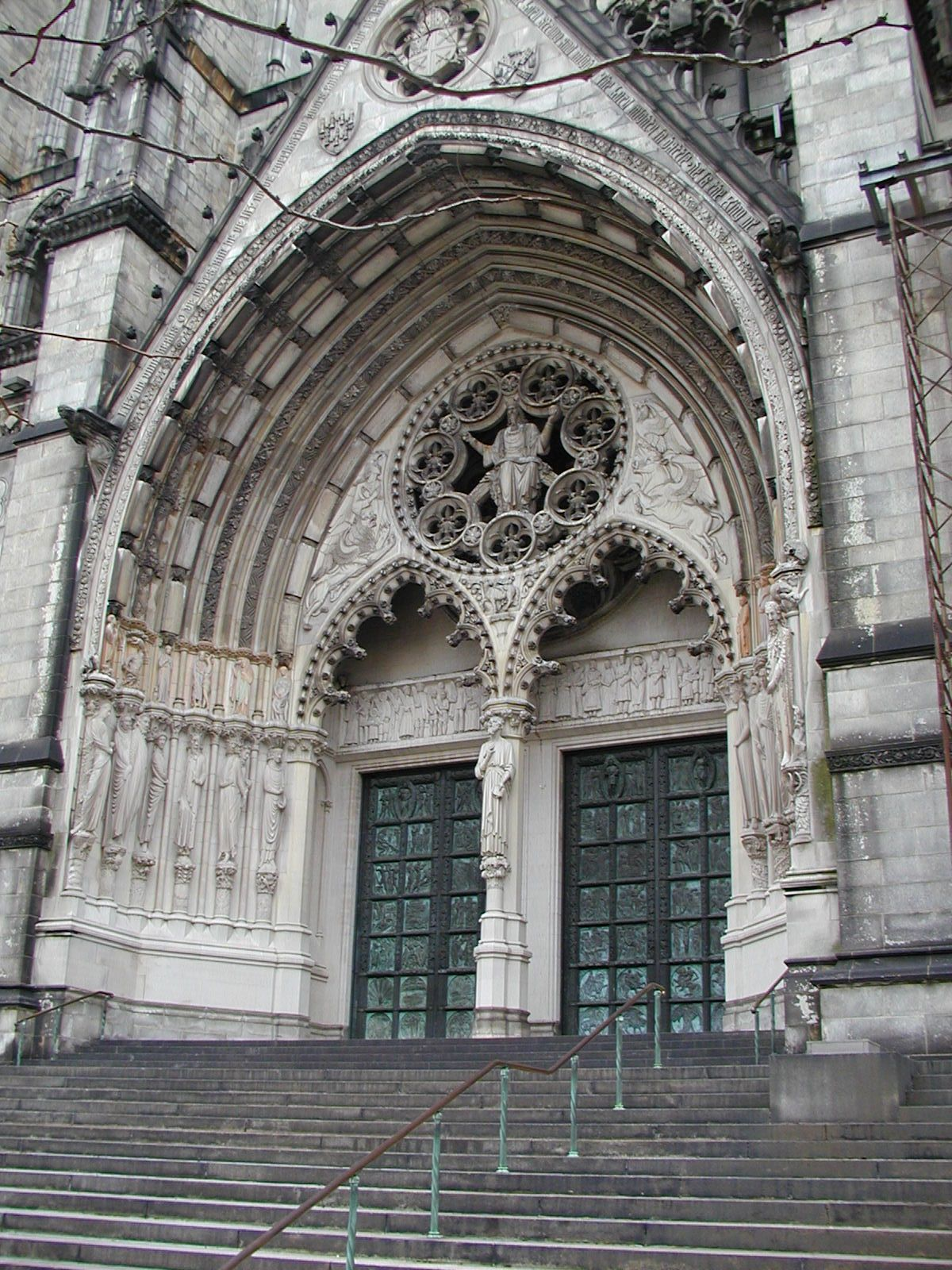
L'entrée ouest de la cathédrale, achevée en 1997.

Mais la mort prématurée de Heins en 1907 laisse les curateurs du projet perplexes à l'idée de laisser Lafarge seul responsable du projet. En 1911, le chœur et la croisée du transept sont ouverts. Par la suite, la démolition du dôme et de la croisée du transept est envisagée, et une massive tour gothique est actuellement en construction.
La première pierre de la nef est posée, et la façade ouest est achevée en 1925. Les premiers offices religieux sont tenus dans la nef la veille des bombardements de Pearl Harbor en 1941. Par la suite, la construction de la cathédrale est interrompue, d'une part parce que l'évêque de l'époque préfère que les fonds soient dépensés dans des œuvres caritatives, mais aussi parce que l'entrée en guerre des Américains rend la main d'œuvre disponible moins nombreuse. Le révérend James Parks Morton, qui devient le doyen de la cathédrale en 1972 encourage une reprise de la construction et en 1979, le révérend Paul Moore, alors évêque décide que la construction doit se poursuivre, en partie pour perpétuer le savoir-faire des tailleurs de pierre, en attirant les jeunes des quartiers environnants, et en leur donnant une expérience de qualité. En 1979, le maire de New York, Ed Koch plaisante en déclarant : « On me dit que les plus grandes cathédrales ont mis plus de cinq cents ans à être construites. Mais je voudrais vous rappeler que nous ne sommes que dans nos cent premières années ».

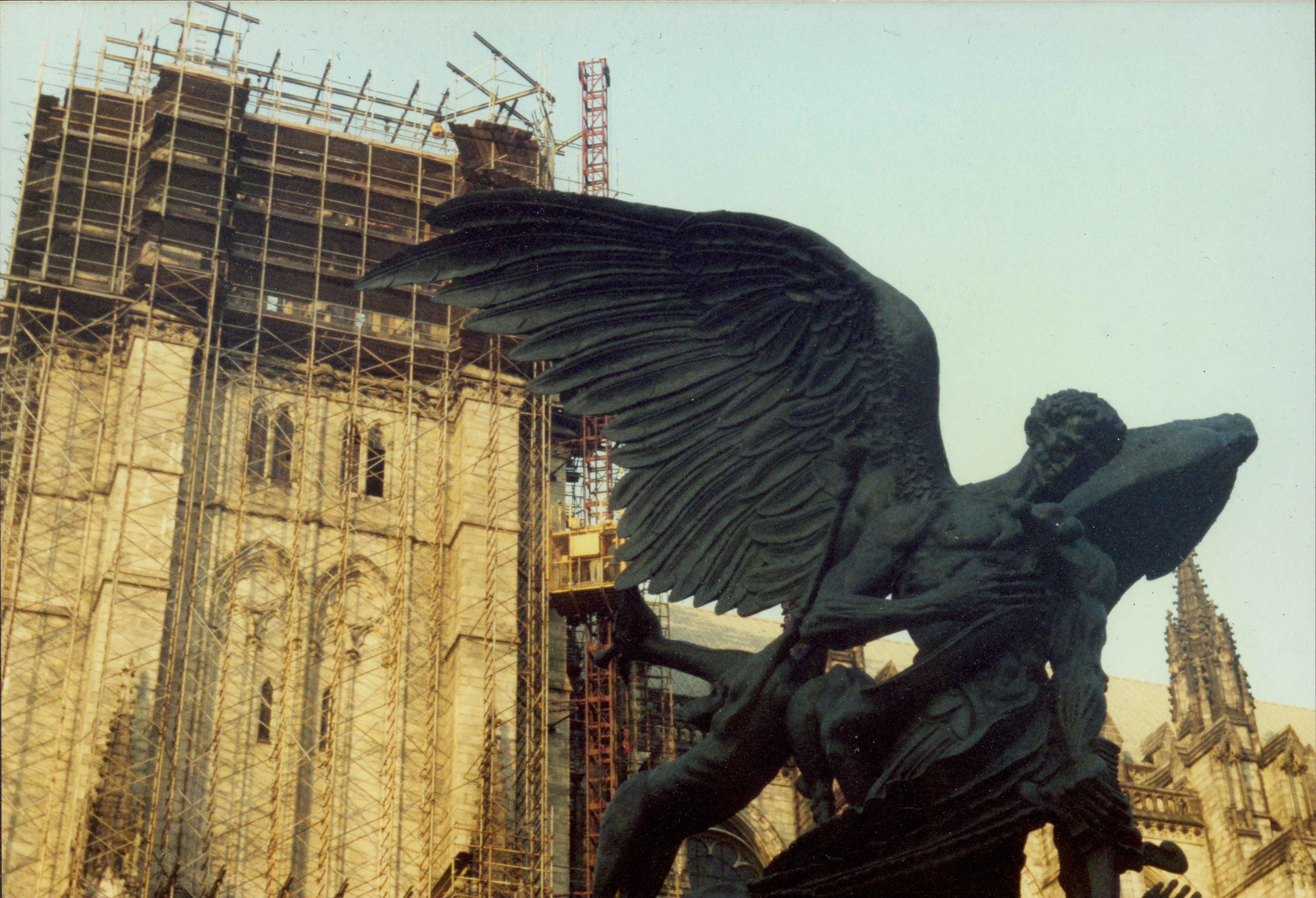
Vue de la tour sud.

La construction des tours continue de manière irrégulière jusqu'au début des années 1990, lorsqu'un manque de fonds contraint à l'abandon des travaux, la cathédrale ayant largement dépassé ses dotations. Inutilisés et usés par le temps, les échafaudages ont depuis toujours entouré la tour sud avant d'être finalement retirés en 2007. Grâce aux travaux des sculpteurs Simon Verity et Jean-Claude Marchionni, le portail central de la façade ouest de la cathédrale et ses statues sont achevés en 1997. La cathédrale n'a pas connu depuis d'autres travaux, et la plupart des sculpteurs de la nouvelle génération sont allés travailler sur d'autres projets.

## Intérieur

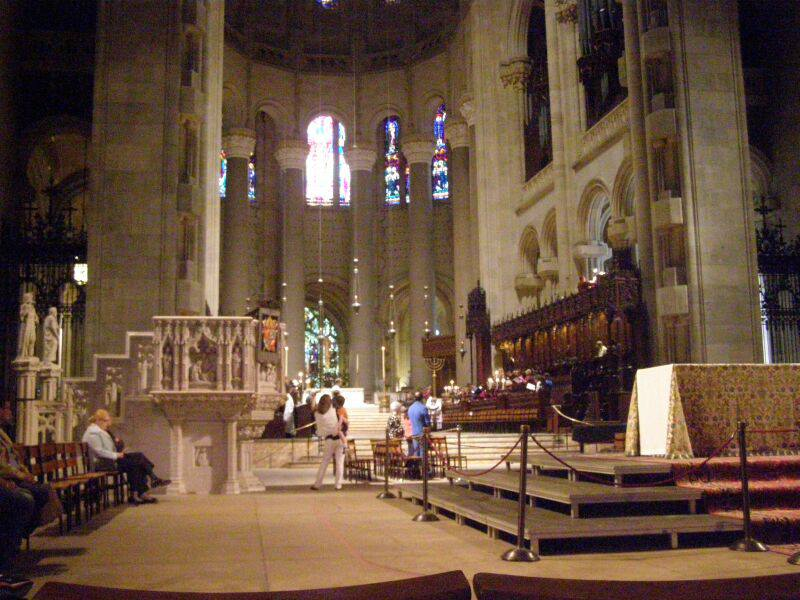
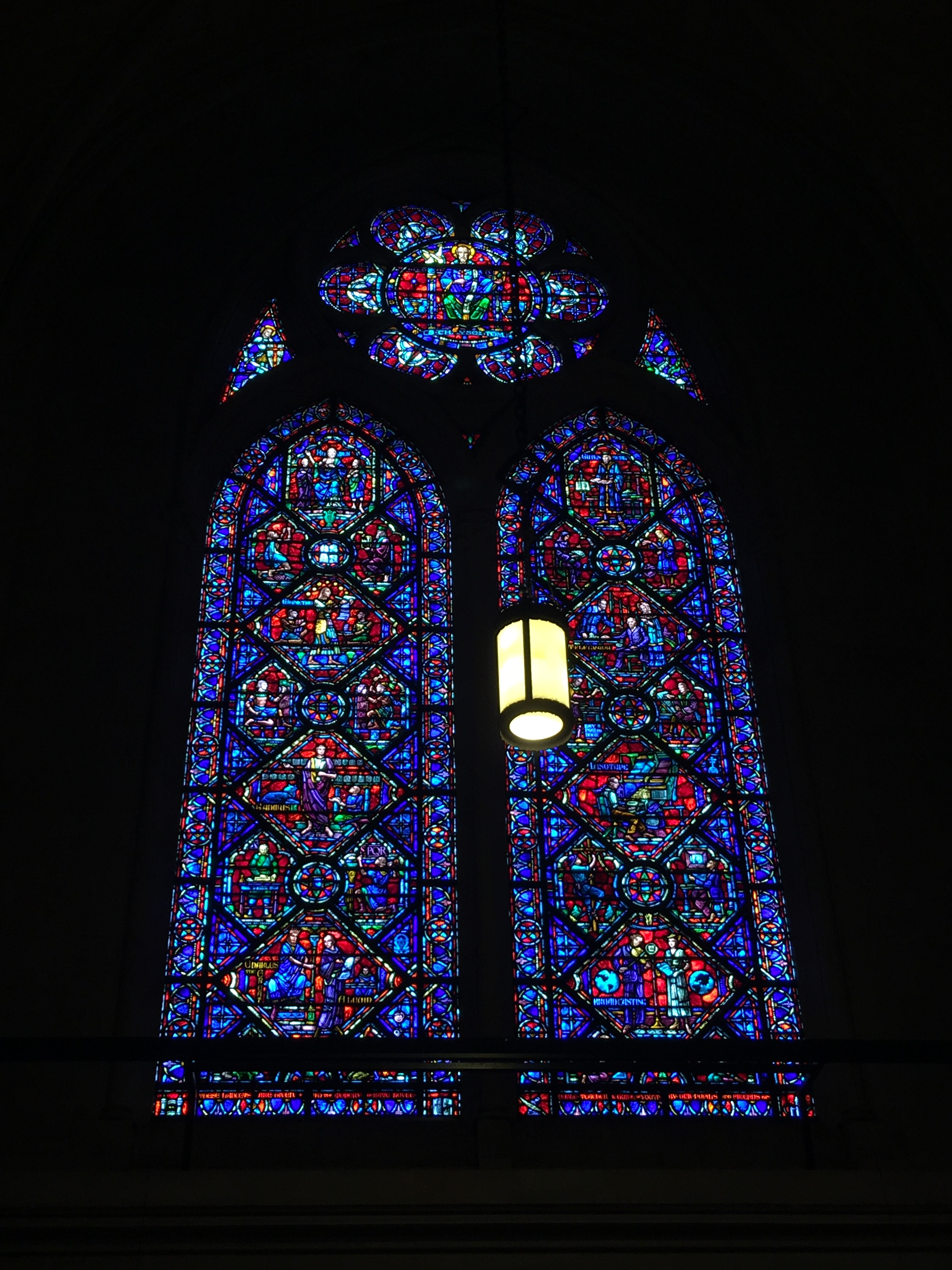
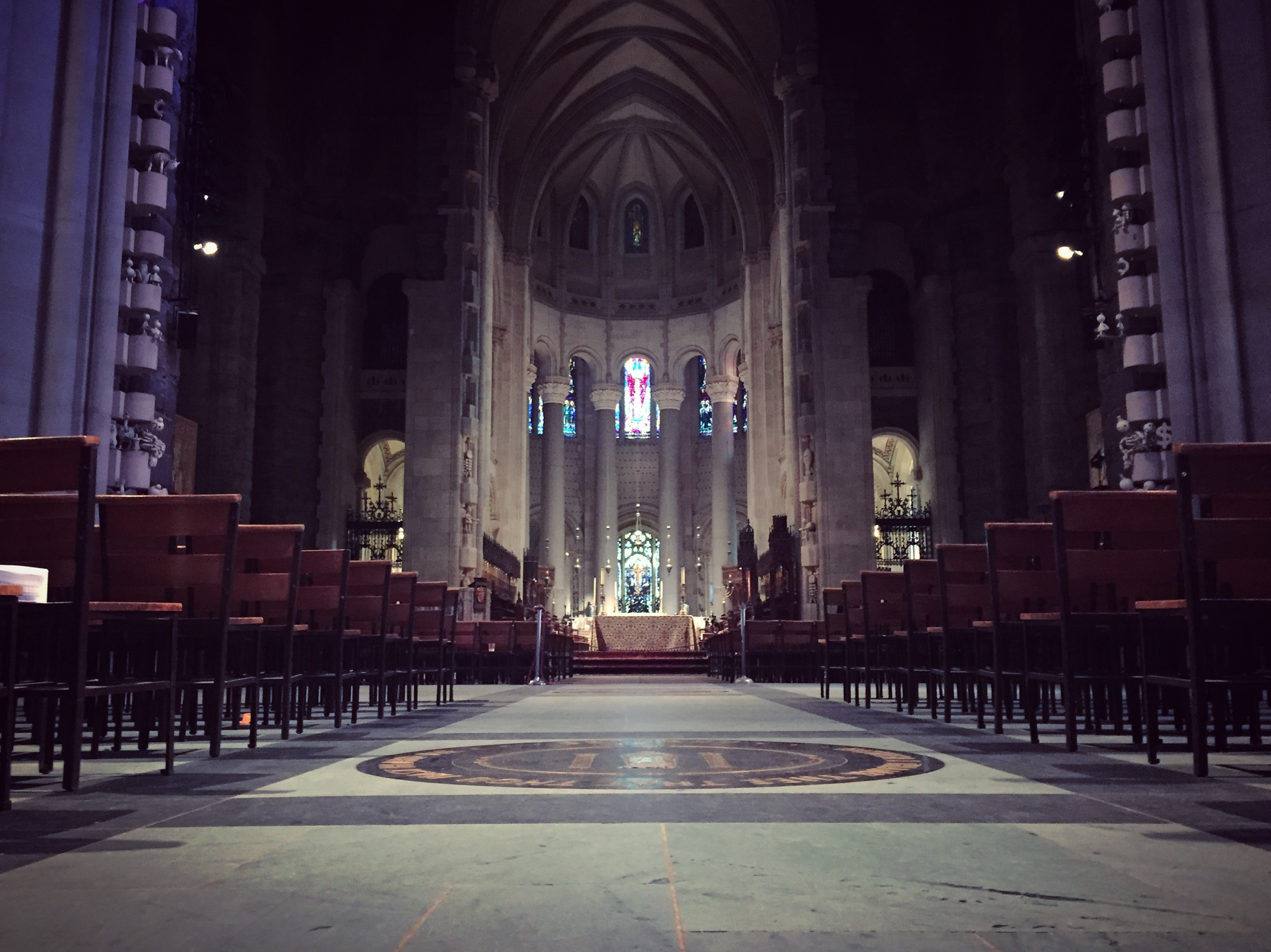
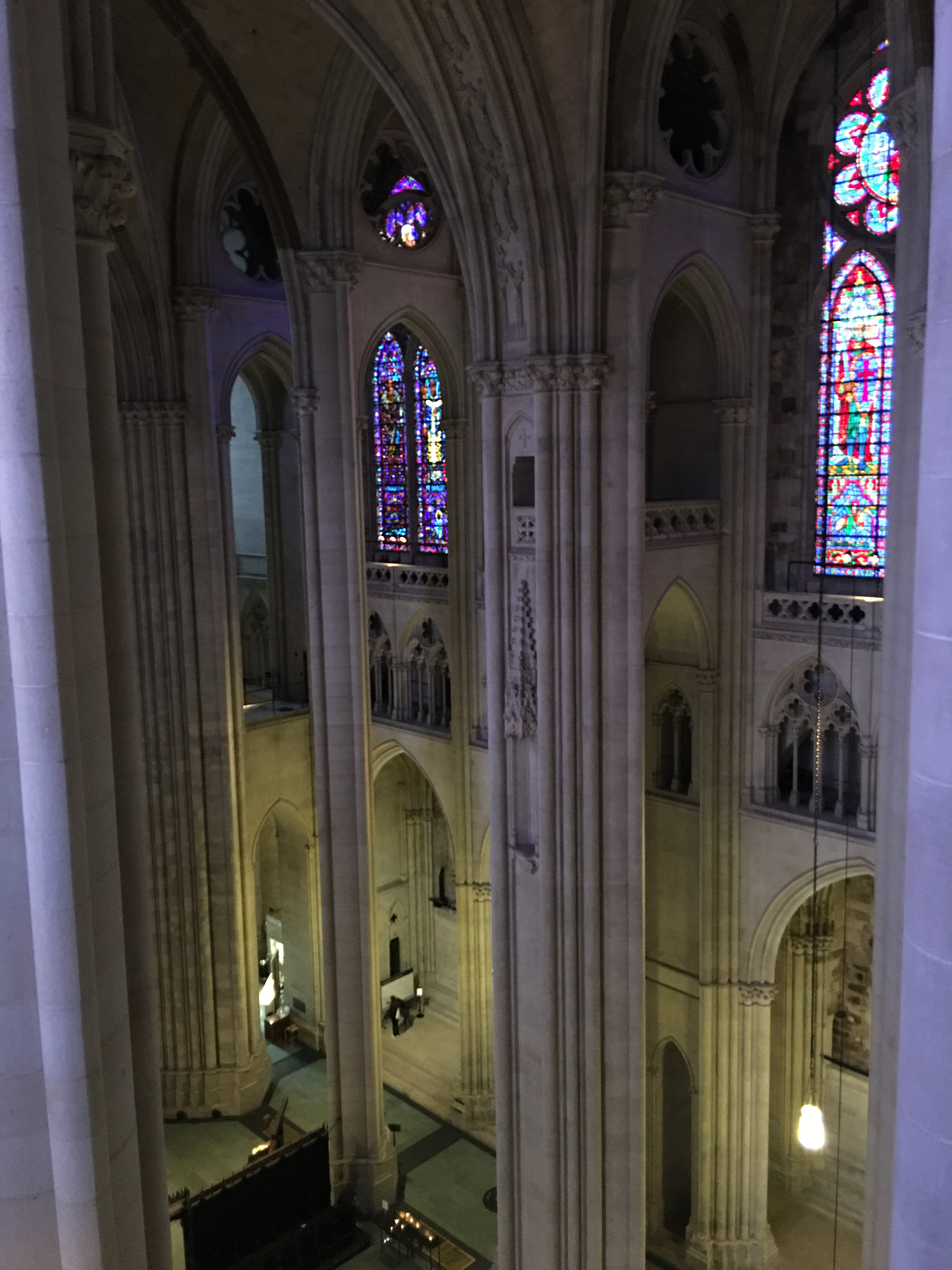
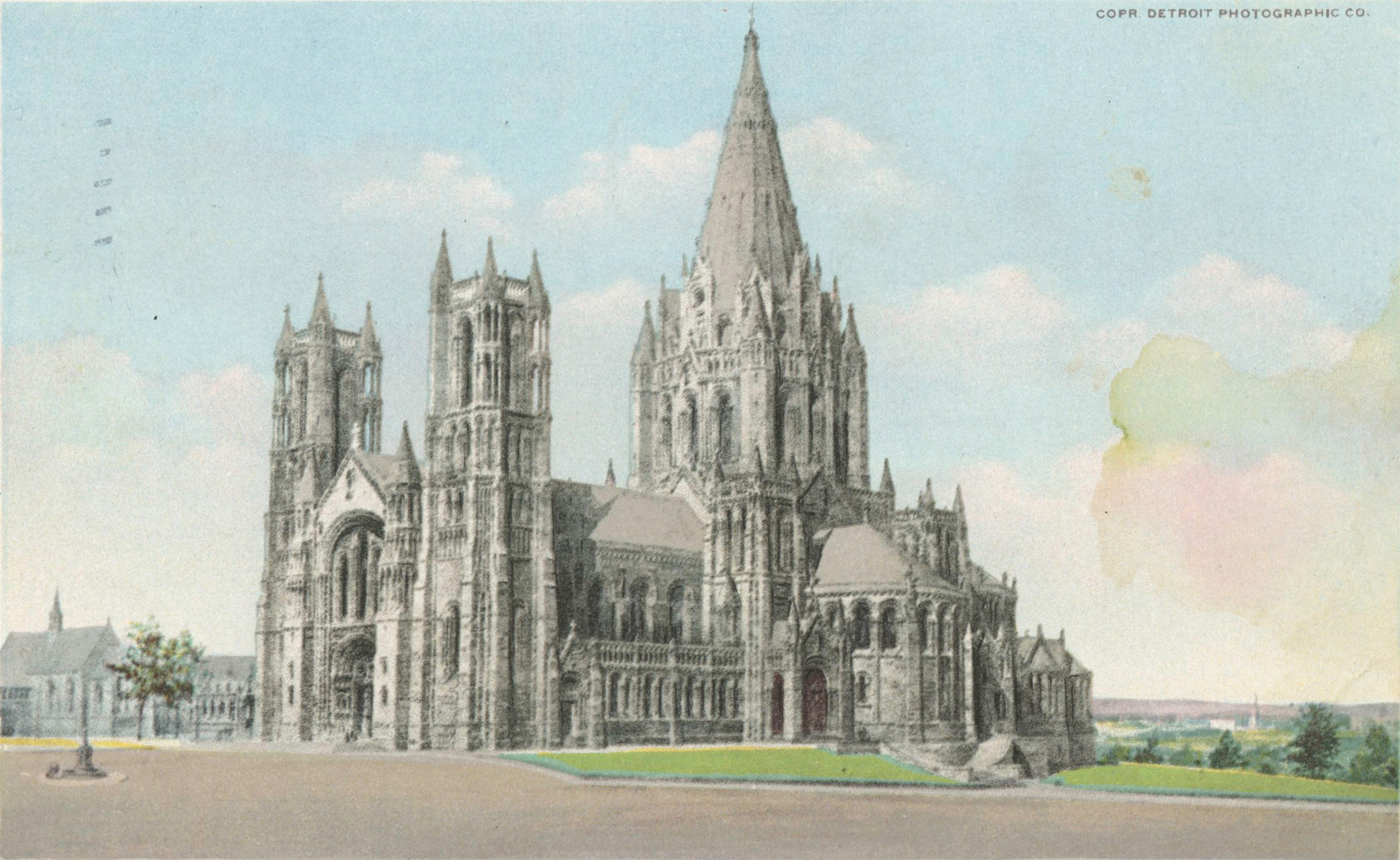